# Дукля (місто)
Ду́кля (пол. Dukla) — місто в центральній Лемківщині, у Коросненському повіті Підкарпатського воєводства (південно-східна Польща). Оспівана видатним українським лемківським поетом Богданом-Ігорем Антоничем у пісні «Народився Бог на санях в лемківськім містечку Дуклі».

## Історія

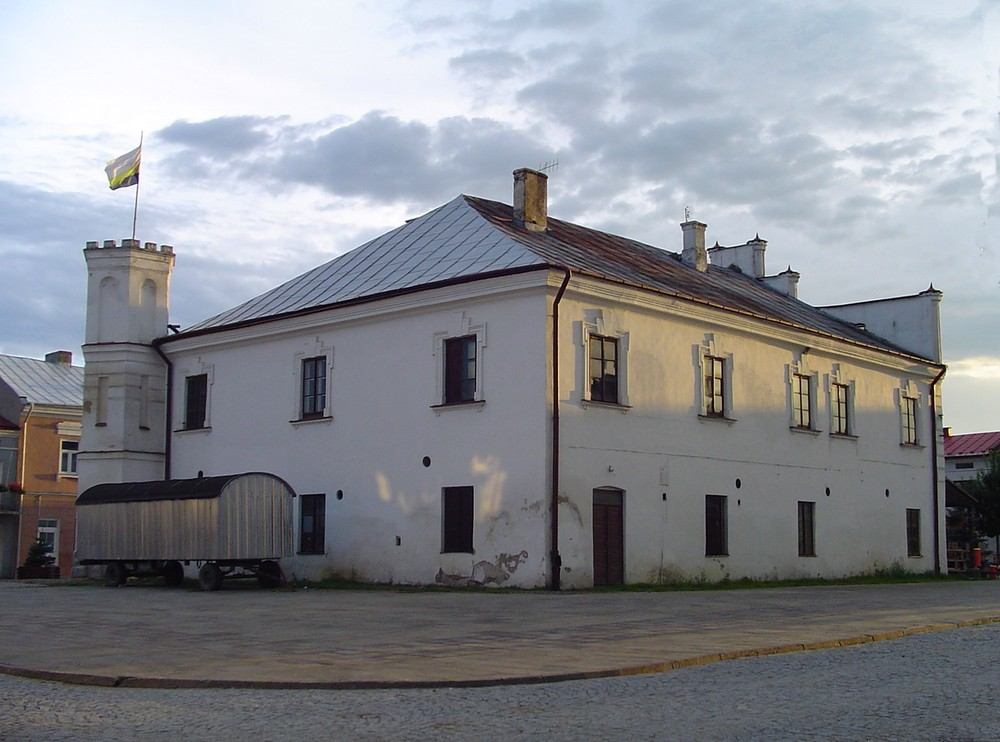
Дукля. Ратуша

Найдавніші знахідки свідчать про заселення цих районів людиною в епоху бронзи та заліза (2000 р. До н. е. — 400 р. н. е.) — це підтверджують кургани поблизу міста. У цій місцевості, через вплив латинської культури, зникла лужицька культура. На заміну їй виникла нова матеріальна культура, відома як переворська. На її створення сильно особливо вплинула римська цивілізація. Прикладом цього є сіра кераміка та римські монети, знайдені в Дуклі та Тиляві. Цей період становив дуже сприятливі умови для заселення. У І — IV ст. усі горішні місця в Тиляві, Дуклі та їх околицях були вже заселені. У V і VI століттях після нападів гунів на Європу почали активно розвиватися слов'янські поселення. З VIII століття розпочався розвиток більших племінних та міжплемінних організацій слов'ян. 
Перша згадка про село в цьому місці походить з 1336 р. З початку свого існування Дукля була лицарською власністю. У 1366 р. канцлер Януш Сухивільк отримав від батьків міста Дуклю, Кобиляни, Гирову, Мшану, Суровицю та Віслочок. 28 серпня 1366 року у Володимирі Януш Сухивільк передав своє майно своїм племінникам Пьотру та Миколаю. Вони були синами Якуша Чстана зі Стрільців (Стшельців). Так він встановив перший у Польщі обряд, затверджений Казимиром ІІІ. У 1373 р. канцлер Януш Сухивільк видав акт про самоврядування Дуклі відповідно до Магдебурзького права. Наступні права Дукля отримала в 1380 році.
У різні часи власниками Дуклі були Кобилянські, Чиковські, Йордани, Мечинські, Оссолінські, Мнішеки, Станіслав Щенсний Потоцький, Стадницькі. Серед представників власників Дуклі з родини Кобилянських прославився Домарат із Кобилян — бецький каштелян, якого затвердив Казимир III: він був королівським придворним маршалком, який під командуванням Зиндрама з Масковиць брав участь у битві під Грюнвальдом та Короново, а в 1422 р. підписав союз між королем Владиславом II Ягайлом та тевтонськими лицарями.
У 1474 р. під час вторгнення угорської армії Матія Корвіна місто зруйнували.
У 1503 році, в обмін на Майковиці, Дукля була передана Станіславу Циковському з Миклюшовиць.
У 1532 р., після смерті чоловіка, Ева Циковська передала навколишні міста Миколаєві Кобилянському, каштеляну розпшанському, місто згодом успадкувала його дружина Анна Пілецька з Пільхува та їхні сини Ян та Кшиштоф Кобилянські. Однак Ева Циковська залишила собі Дуклю.
У 1540р. Ян Йордан із Заклічина — каштелян краківський, купив Дуклю у вдови Еви Циковської. Він розширив замок у місті і отримав цього року від короля Сигізмунда Старого привілей для міста, який дозволив проводити дві щорічні ярмарки та тижневий ринок. Спадкоємцем Яна Йордана став Лаврентій Йордан (1519-1580 рр.), краківський каштелян — брат від іншої матері (від другої дружини батька Анни Ярославської), який у 1598 р. подарував Дуклю як придане своїй дочці Зофії Йордан — дружині Самійла Зборівського. Після її смерті їхні сини успадкували місто. Важливою подією для Дуклі були привілеї короля Сигізмунда III Вази з 1588 року щодо продажу та зберігання угорських вин та створення 1595 року митної палати, яка розпочала свою діяльність і завдяки їй місто могло швидко розбагатіти.
У 1600 році місто та навколишні околиці отримав Кшиштоф Дрогойовський, він продав місто у 1601 р. Анджею Мечинському з Курозвеків (пом. 1618 р. під час подорожі до Москви). Спадкова частина міста була віддана його дружині, а решта дісталася у спадщину її синам та матері.
У 1636 році дружина продала свою частину Францишеку Бернарду Мнішекову (близько 1590-1661 рр.), братові царівни Марини, сандецькому каштеляну. Мнішеки були спадкоємцями багатьох міст тоді; серед інших села Потік, Самокляски та міста Самбір, Муроване, Дембовець; родина відома не тільки завдяки цариці але ще й експедиціям її батька Єжи Мнішека в Москву.
На початку Дукля була комерційним містом на трасі, що пролягала з Польщі в Угорщину і жила переважно торгівлею вином. З часом місто успішно розпочало конкуренцію з сусіднім селом Яслиськом, а в 16 столітті процвітало як укріплене місто, з двома воротами та митною палатою у ратуші.
У місцевому палаці 2 січня 1656 року родина Мечінських, яка володіла частиною Дуклі, приймала короля польського Яна ІІ Казимира, який повертався із Сілезії під час шведської навали. Далі Ян II Казимир поїхав з Дуклі до Коросна, а потім через Ланьцут до Львова, де склав львівські обітниці.
Через рік, 16 березня 1657 року, Дуклю розграбувала армія Ракоці Дєрдя II.
Наступні російські напади, армійські марші та пожежі в першій половині XVIII століття в 1703–1707 роках зруйнували місто. Потерпіло майно Мечінських. У 1710 році повний боргами Мечиньський продав свою половину Дуклі Юзефу Вандаліну Мнішеку — великому маршалоку коронному та краківському каштеляну. Відтоді Мнішеки стали власниками всієї Дукли.
Пожежі постійно переслідували дерев'яні будівлі Дуклі у 1724, 1725, 1738 роках, а самий вий великий— у 1758 році.

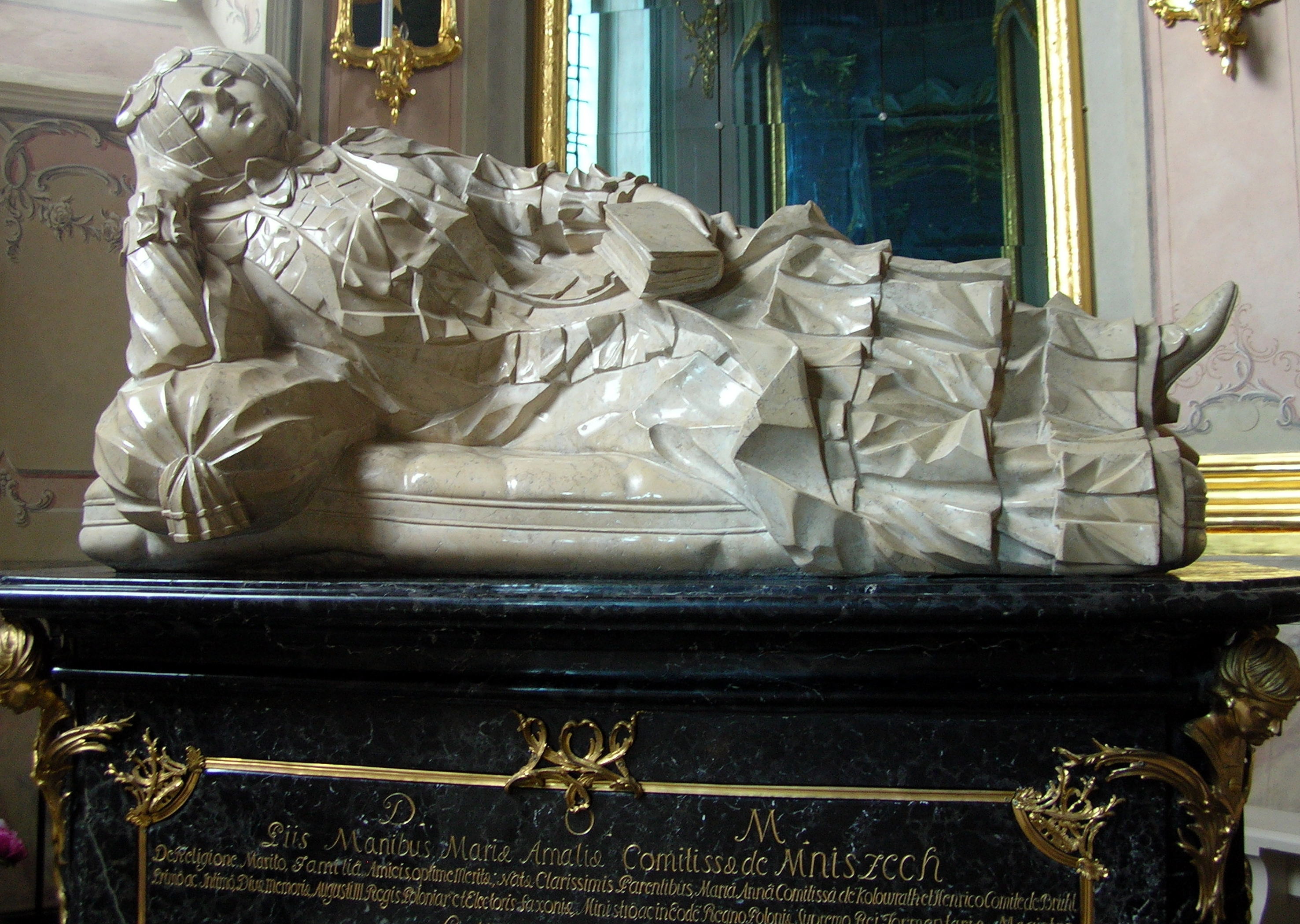
Надгробний знак Марії Амалії Мнішех в парафіяльній церкві св. Марії Магдалини в Дуклі

У 1742 році Єжи Август Мнішек став спадкоємцем Дуклі. 1750 року він одружився з Марією Амалією, дочкою Брюля — всемогутнього міністра Польщі та Саксонії, при дворі короля Августа III. На Ковокаційному сеймі Єжи Август Мнішек підтримав саксонську партію, і після обрання Станіслава Августа Понятовського він втратив свій вплив і оселився в Дуклі, де вони разом із дружиною вирішили створити тут центр культурного та політичного життя. Тут він розмістив театр, колектив та масонську ложу. У ці роки завдяки підтримці Мнішеків було збудовано дві церкви в місті. Мнішекі, змагаючись з Чорторийськими, намагався затьмарити місто останніх Пулави і зробити Дуклу центром культурного життя Речі Посполитої. Єжи А. Мнішех у 1768 р. написав місту конституцію, у якій серед інших наклали обов'язок навчати дітей незалежно від віросповідання.

### ЧасиБарської конфедерації
Майже всі тодішні лідери конфедерації Малопольщі зосталися у дуклянському палаці Єжи Мнішека для підготовки зборів Барської конфедерації поблизу Риманіва.
6 і 7 липня 1768 р. на полях між Сенявою та Риманівим відбувся загальний з'їзд знаті Сяноку і Дуклі, який зібрав близько 6 000 чоловік. Був оголошений акт конфедерації регіону Сянок, і маршалом було обрано Якуба Ігнація Бронькі, гербу Корвіна, спадкоємця Новотанця. Новообраний маршал від Коросна до Кракова розпочав із Сенави.
Францишек Стадницький, який викупив Дуклю у сім'ї Оссолінських у 1809 р., брав участь в обороні Краківського замку під час Барської конфедерації і був ув'язнений росіянами. Завдяки старанням двоюрідної сестри Терези Оссолінської він залишив російську в'язницю. Марія Амалія Мнішек часто відвідувала Пряшів, Зборов, де перебувала влада Барської конфедерації та видавала найважливіші листи та розпорядження. Вона налагодила контакти з єпископом Адамом Красінським та Каролем Радзивіллом. Конфедерати часто проходили через Дуклю та перевал, бившись, наприклад, біля Яслиська.
У 1769—1770 роках Казимір Пуласкі, командувач конфедерації, був частим гостем при дворі в Дуклі. Він намагався переконати Мнішека передати підрозділ суду Конфедерації.

### Часи до Другої світової війни

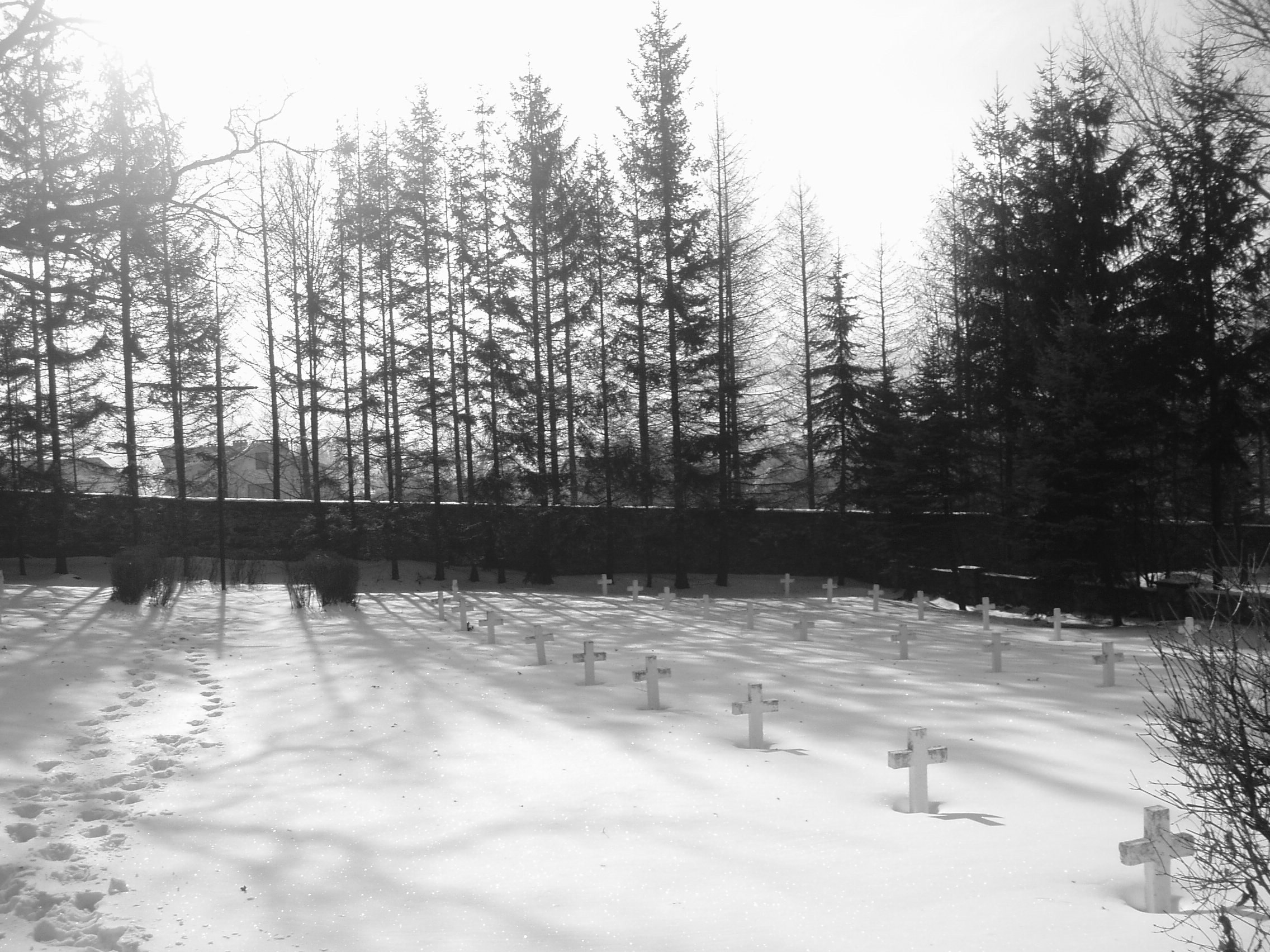
Кладовище Першої світової війни, взимку

1 грудня 1774 року у Дуклі відбулося та одне з найбільших весіль у Польщі Юзефіни Амалії з Мніхува та Станіслава Щенсного Потоцьких.

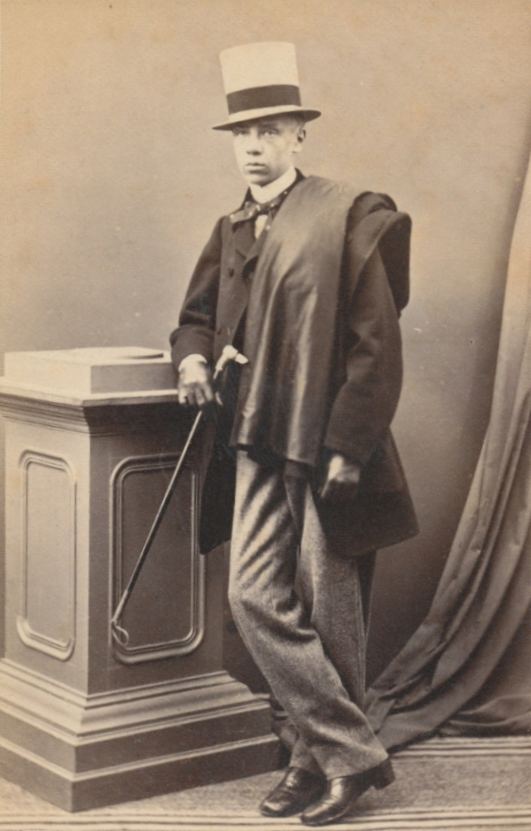
Граф Адам Мечінський, власник Дуклі

19 жовтня 1775 року, через рік після весілля господарів, Тадеуш Костюшко відвідав палац Мнішеків.
Через рік після смерті Єжи Вандаліна Мнішека, дочка Юзефіни Амалії Потоцької з Мнішова, 7 січня 1779 року продала Дуклю Юзефові Оссолінському. У 1786 році Дукля стала столицею одного з 18 районів[джерело?]. У 1809 р.
Францишек Стадницький (пом. 1810 р. і похований у гробниці у фарі в Дуклі) придбав Дуклю у сім'ї Оссоліньських.
Дочка Францишека Стадницького, Гелена Стадницька стала дружиною генерала Войцеха Мечіньського — майора ополчення, земельного капітана Краківської губернії, і місто якості приданого від нареченої Дукля повернулося до сім'ї Мечинських.
У січні 1846 р. граф Сезар Мечінський відмовився від військової підтримки Краківського повстання.
У 1849 р. місто стало головною тиловою базою російських каральних військ, сп'яну спалене 24 червня (12 червня за старим стилем) обслугою штабу Камчатського єгерського полку. Заодно російськими військами була принесена холера. Найбільші епідемії холери вдарили по місту також у 1865—1867 та 1873—1876 роках, а в 1884—1885 та 1888 були пожежі. Цезар Мечінський допомагав жертвам. На початку 19 століття в Дуклі виробляли тканину та торгували вином. Дукля занепала після пожеж у 19 столітті та від оминання міста залізничною колією від Перемишля до Будапешта у 1872 році. У 1878 році граф Цезар Мечінський та його син Адам Мечінський (1847-1923) були власниками Дуклі.
Економічне зріст було перервано Першою світовою війною. З грудня 1914р. до вступу австрійських військ 6 травня 1915р. тут розміщувалися російські війська, які спричиняли величезні проблеми місту. Частина Дуклі була спалена, що поступово призводило до економічного падіння.
У 1930-х рр. Дукля була місцем низки протестів сільської бідноти, протести проти постійного погіршення умов життя. Перша така демонстрація відбулася в 1931 р. Коли в третій декаді серпня 1937 р. розпочався 10-денний страйк сільського населення, селяни з навколишніх сіл організували демонстраційний марш до Дуклі вздовж дороги Теодорівка-Надоле. На міській площі відбувся мітинг, після якого демонстрантів витіснила поліція. Багатьох з них побили, а багатьох заарештували.

### Друга світова війна
У 1920-1939 року місто — у складі Коросненського повіту Львівського воєводства. Під час війни в місті діяла делегатура Українського допомогового комітету.
У 1940 році німці спалили побудовану в 1758 році синагогу. Сьогодні від неї залишилися лише руїни. Німці зачинили євреїв у гетто, багато з них розстріляли на місці, багато в навколишніх лісах, наприклад, поблизу Тиляви-Блудно. Місцеві жителі ховали євреїв, незважаючи на смертну кару.
24 червня 1941 року словацькі війська, підтримуючи напад Німеччини на Радянський Союз, о 12:45 перетнули кордон у Барвінку, проїхавши через Дуклю, о 17:00 дійшли до Гачува, потім перетнули радянський кордон на річці Сян поблизу Сяніку та вдарили по Ліську та Устриках-Долішніх.
У вересні 1944 року німці розстріляли Мечислава Роя та п'ять євреїв, яких він сховав.

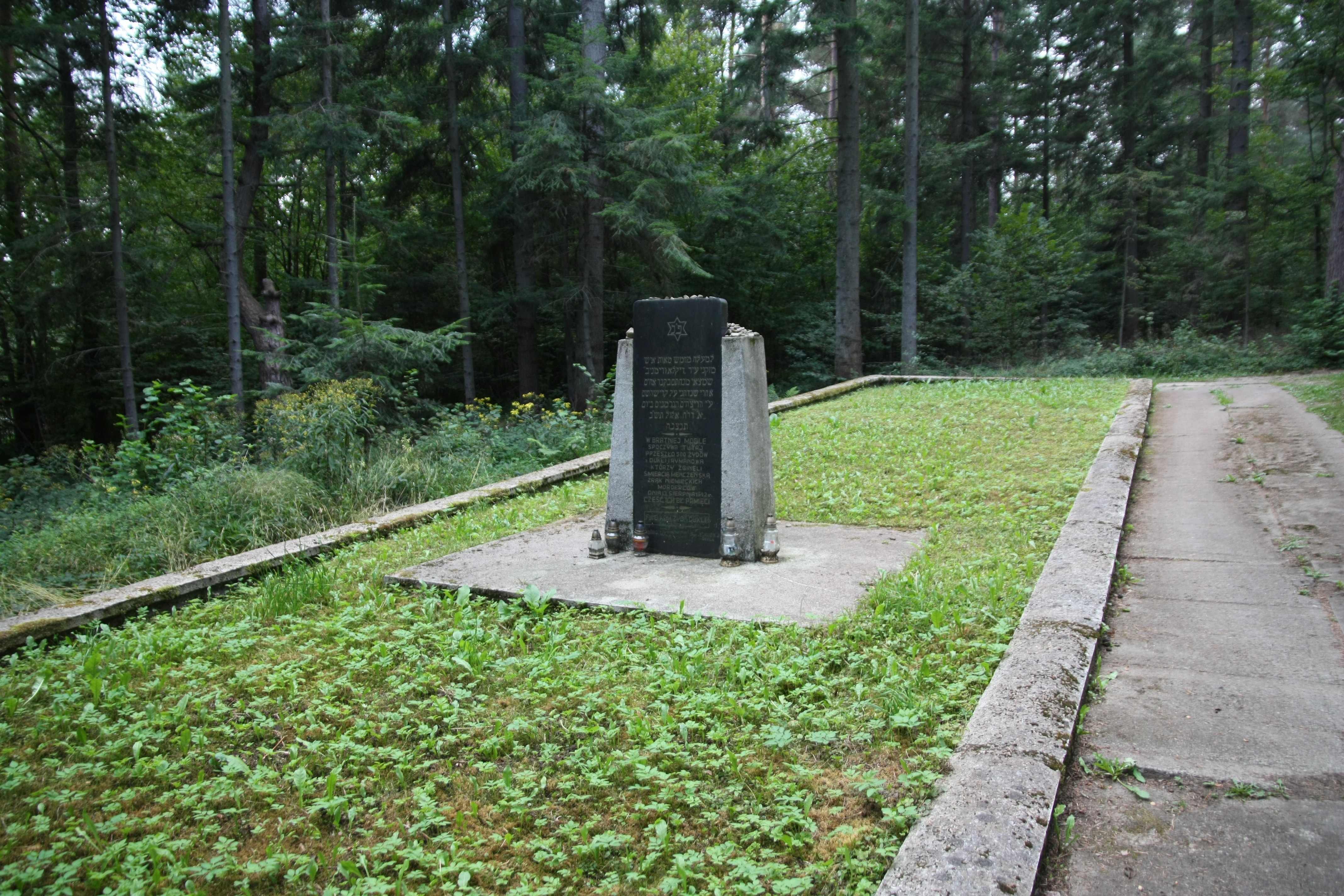
Братська могила вбитих євреїв у Дуклі, стоїть на схилах гори Блодна

До Другої світової війни більшість жителів Дуклі (до 80 %) були євреями. У 1940 році німці вигнали частину з них на схід до Сяну. Решта пізніше пішла до гетто, створеного в Дуклі, куди також приїжджали євреї з довколишніх міст та сіл (наприклад, з Яслиська чи Риманова). 12 лютого 1942 року гітлерівці розстріляли 11 євреїв на єврейському кладовищі в Дуклі. Їх поховали на місці страти в братській могилі.
Гетто Дукля ліквідовано 13 серпня 1942 р., а близько 500 його жителів разом з євреями з Риманова були розстріляні на схилах гори Бладна (565 м н. е.), поблизу села Тилява.
Приблизно 85 % будинків Дуклі сильно постраждали у вересні 1944 року під час операції Дукля-Пресова. Поруч, в Івлі та Глойсце, пройшов бронебійний бій за дорогу Дукля — Новий Змигород. Ця акція супроводжувалася штурмом військ Першого Чехословацького армійського корпусу на пагорбі Франків. Під час чотириденного бою пагорб захоплювали сім разів. Остаточно було захоплено 14 вересня чехословацьким підрозділом лейтенанта Сочара. Пізніше це дозволило атаку 31-го та 4-го гвардійських корпусів та захоплення Любатова та Дуклі 20 вересня.

### Новітня історія
Під час німецької окупації місто було розграбовано та 90 % міста зруйновано, вижили кілька десятків людей.
У 1977 р. Резолюцією Державної ради на прохання Політичного бюро ЦК ПЗПР місто Дуклю було нагороджено Хрестом Грюнвальда другого класу за активну участь у боротьбі проти нацистської навали та зміцненні «народної влади». У 1984 році Дукля була нагороджена медаллю «Охоронець пам'яток національної пам'яті»

## Пам'ятки
- Костел бернардинців

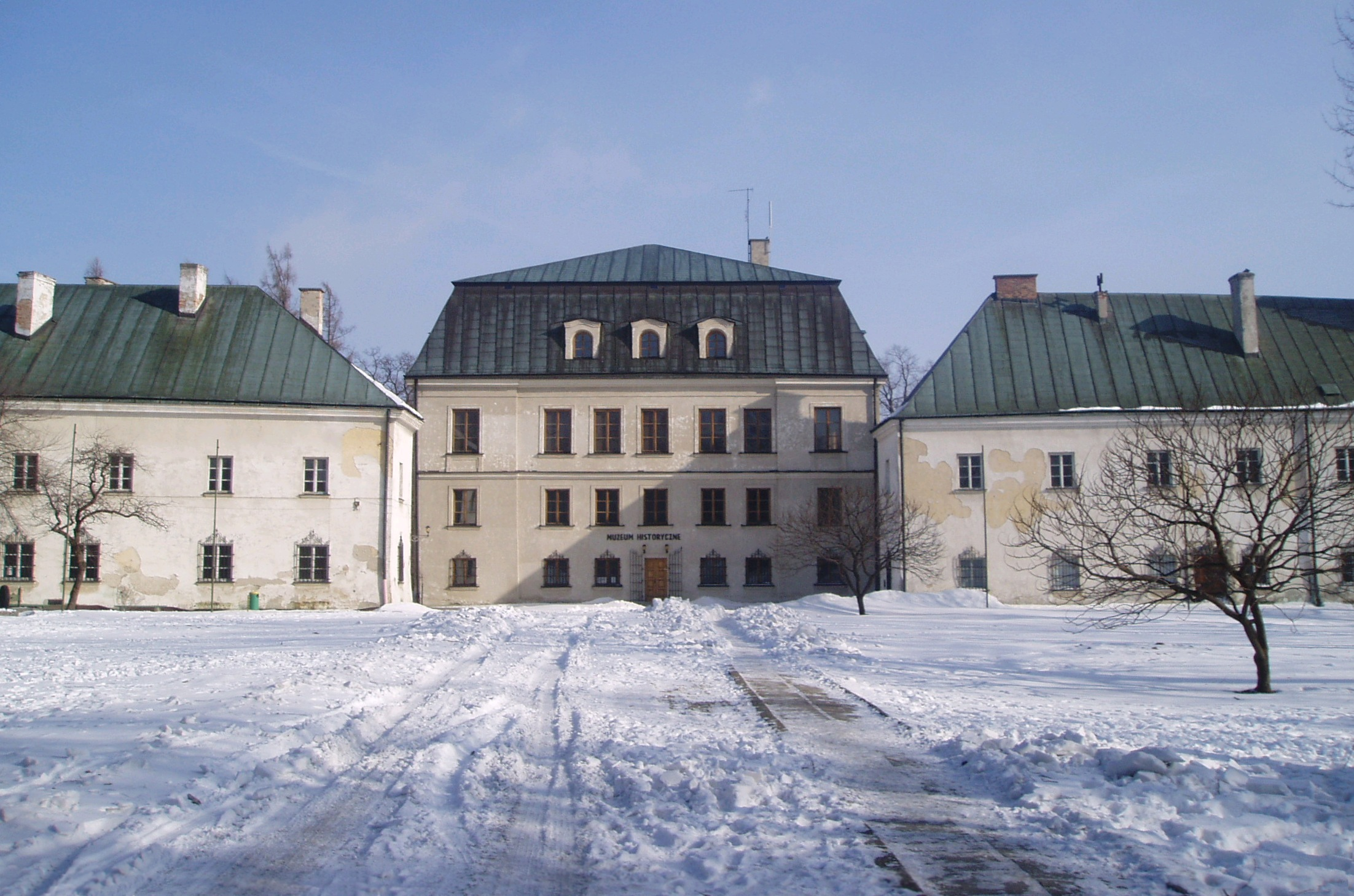
Дукля. Палац.

- Парафіяльний костел Марії Магдалини
- Палац
- Ратуша

## Демографія
Демографічна структура станом на 31 березня 2011 року:
|          | Загалом | Допрацездатний вік | Працездатний вік | Постпрацездатний вік |
| -------- | ------- | ------------------ | ---------------- | -------------------- |
| Чоловіки | 1048    | 215                | 754              | 79                   |
| Жінки    | 1150    | 204                | 721              | 225                  |
| Разом    | 2198    | 419                | 1475             | 304                  |

## Відомі люди

### Народилися
- Іван (Ян) з Дуклі — чернець-бернардинець, перший римо-католицький святий, що жив у Львові. Патрон Польщі, Литви і Русі, покровитель Львова. Мощі зараз знаходяться в костелі оо. Бернардинів міста.[11]
- Альфред Бесядецький — лікар, доктор медицини, довголітній президент «Галицького лікарського товариства»[12]
- Йосеф Блох (1850—1925) — галицький єврейський громадський, релігійний і політичний діяч, письменник.
- Ришард Гловацький (*1937) — польський письменник-фантаст і геолог.

### Дідичі
- Юзеф Вандалін Мнішек[13]
- Єжи Август Мнішек[14]
- Францішек Стадницький, похований під презбітеіумом костелу Марії Магдалини.[15]

## Галерея

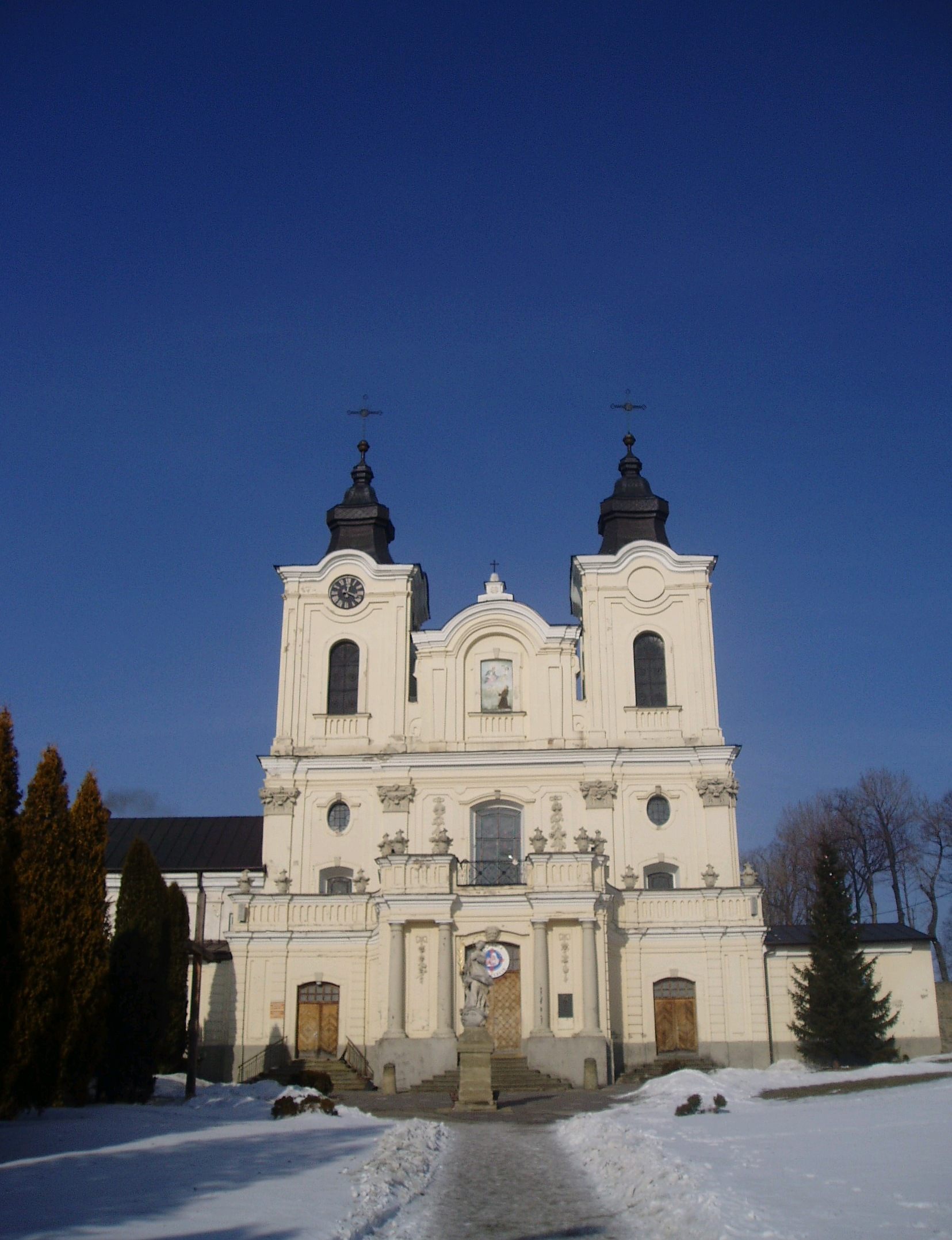
Костел оо. бернардинців
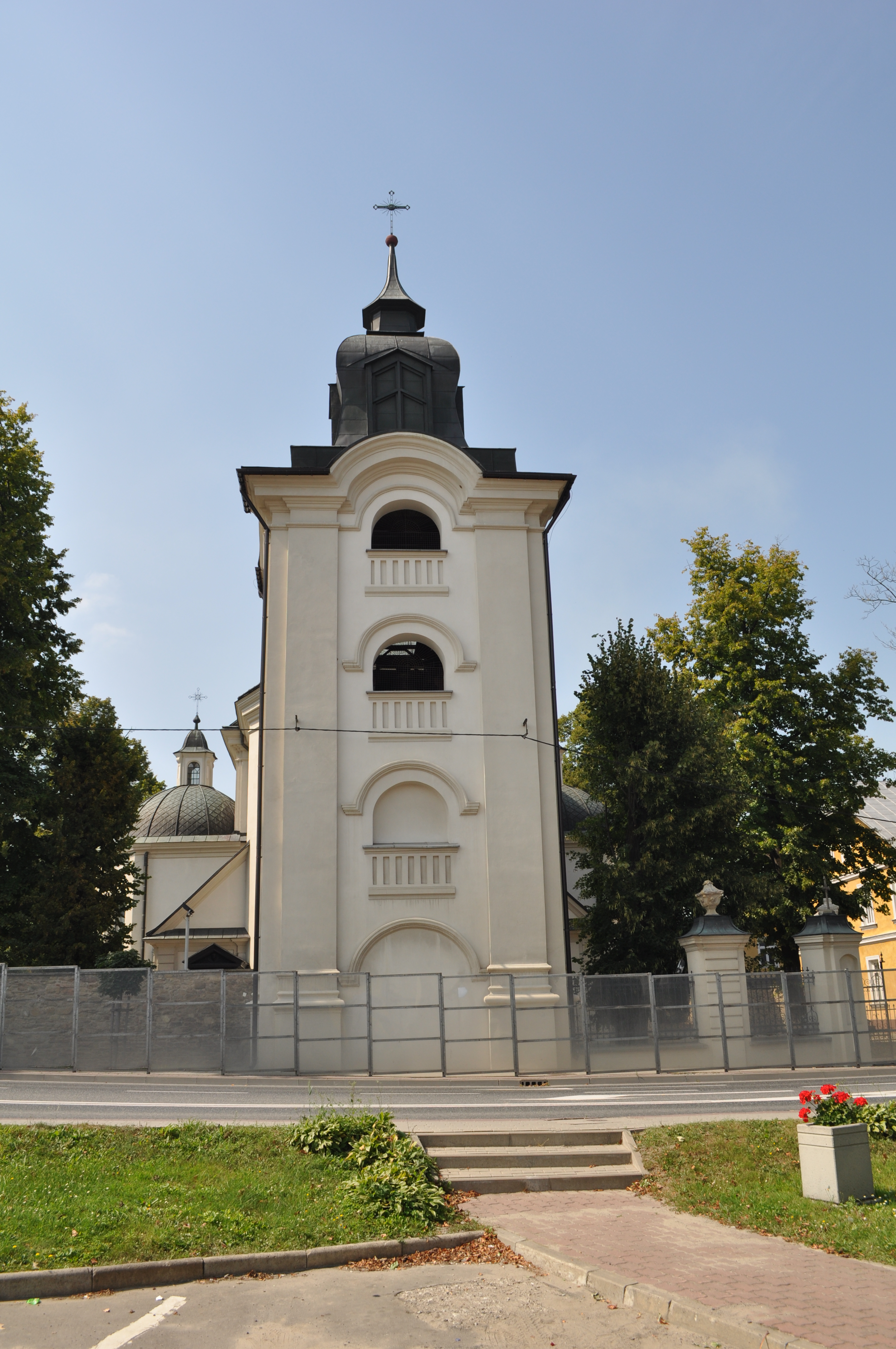
Дзвіниця парафіяльного костелу
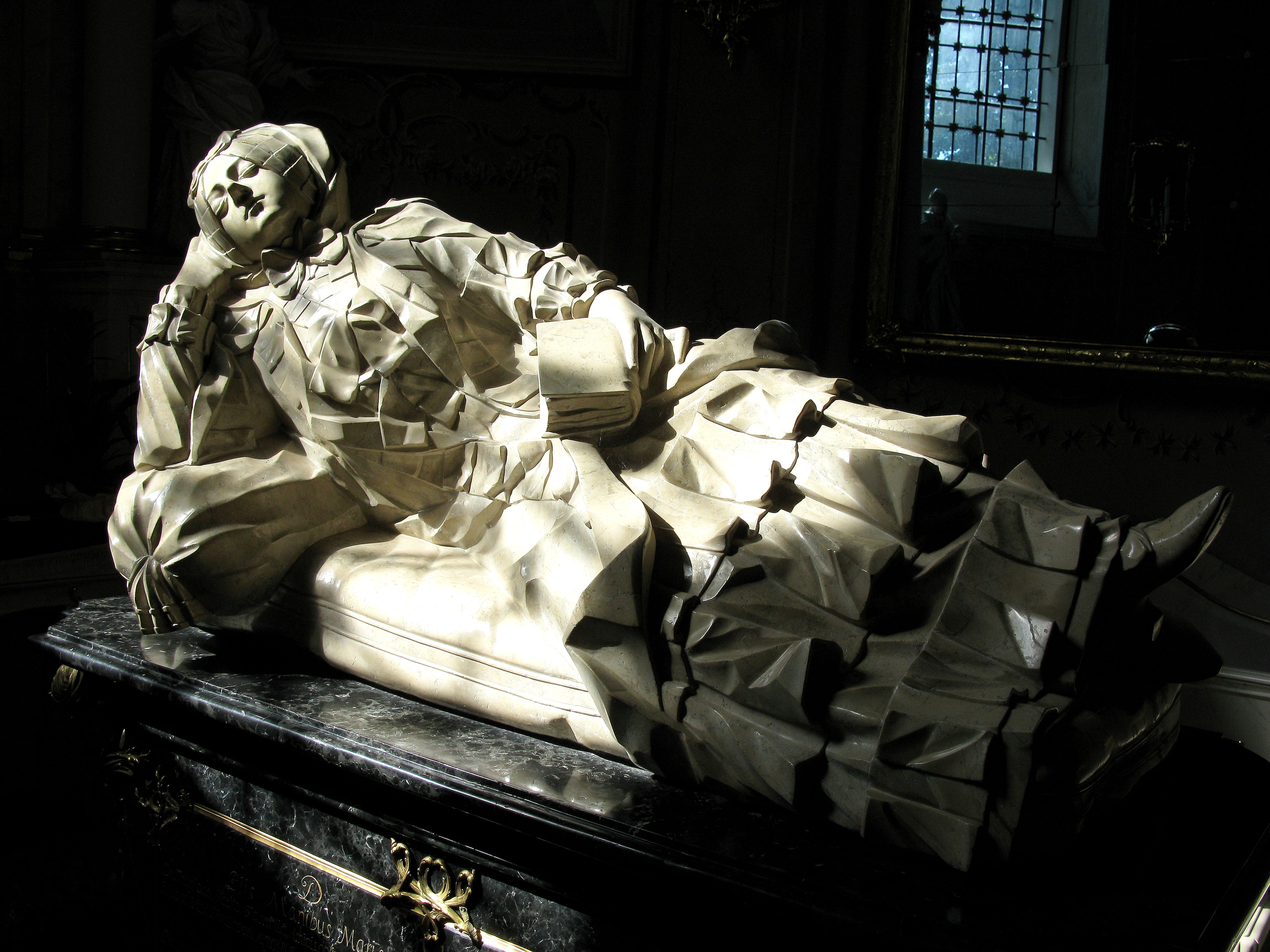
Надгробок Амалії Мнішек в костелі св. Марії Маґдалини, Дукля
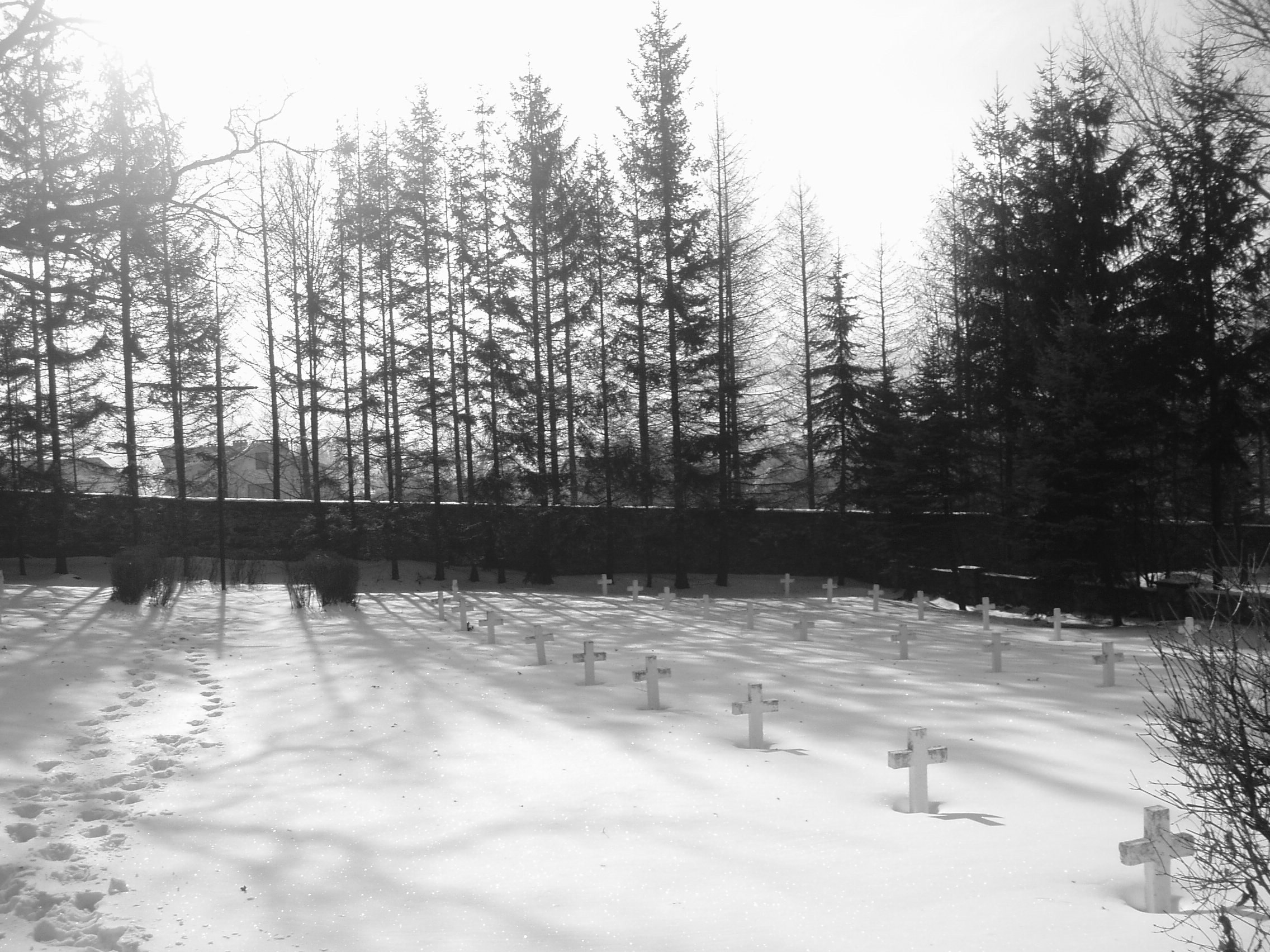
Цвинтар І-ї світової війни
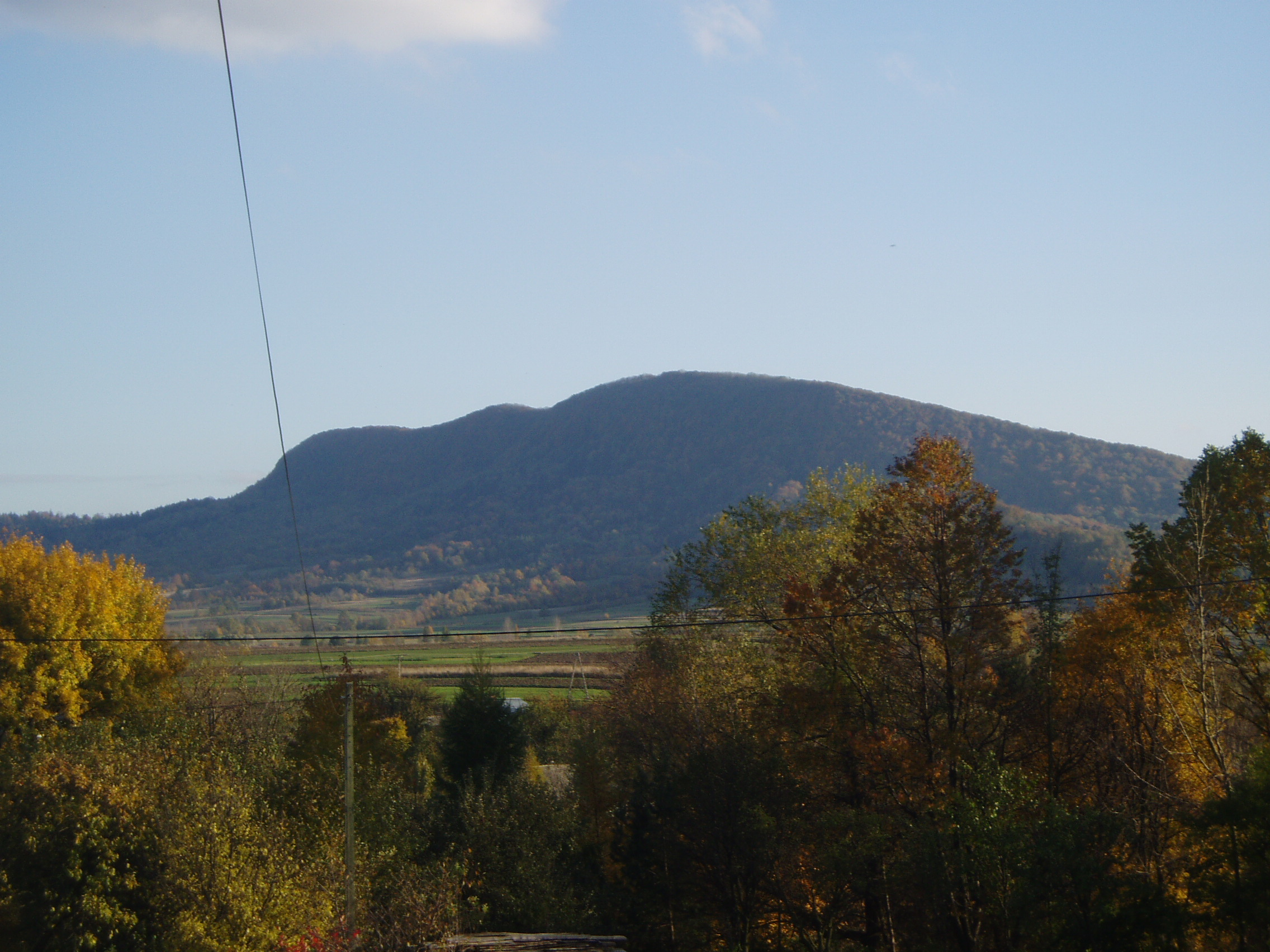
Гори в околицях
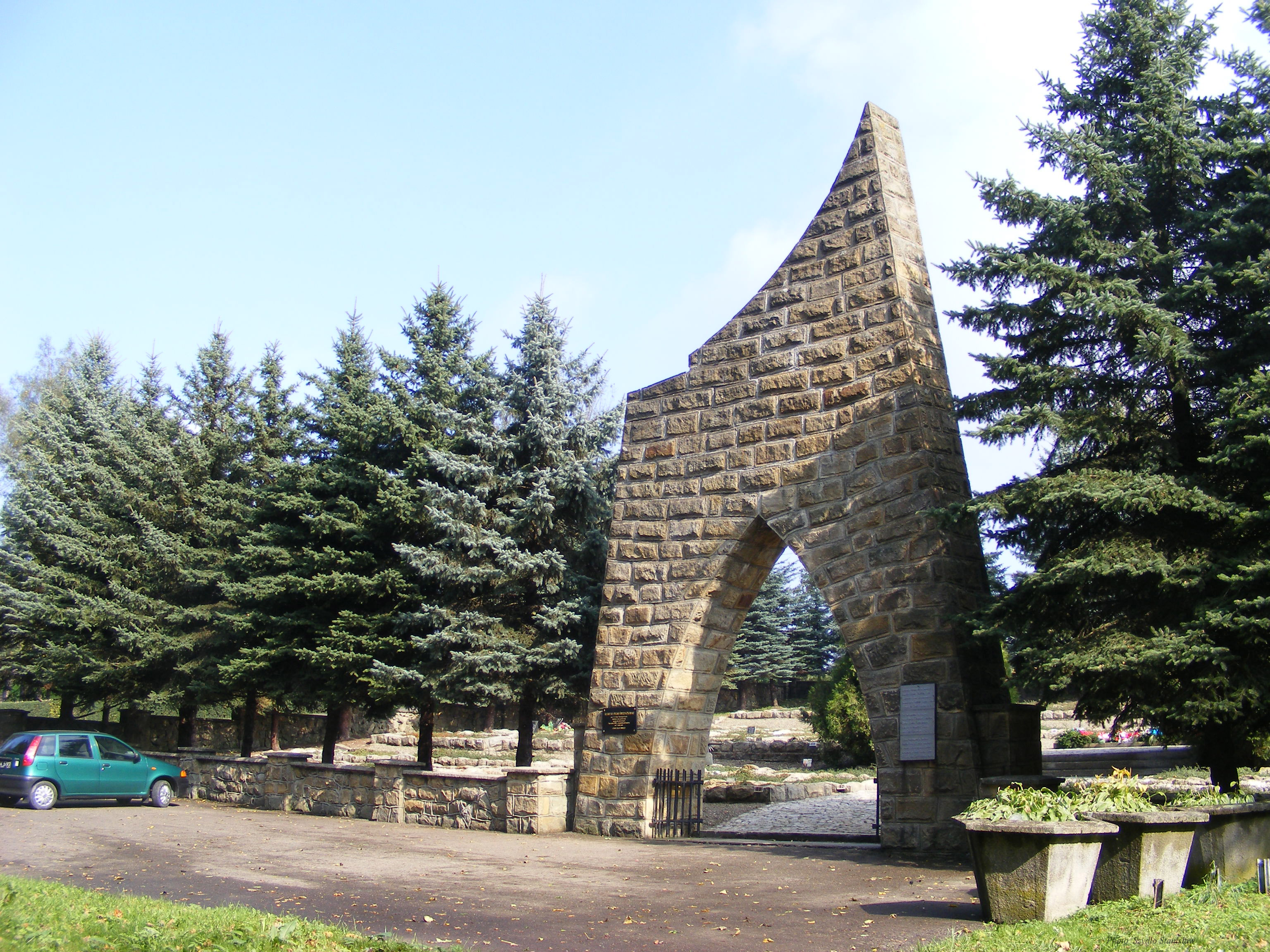
Військовий цвинтар
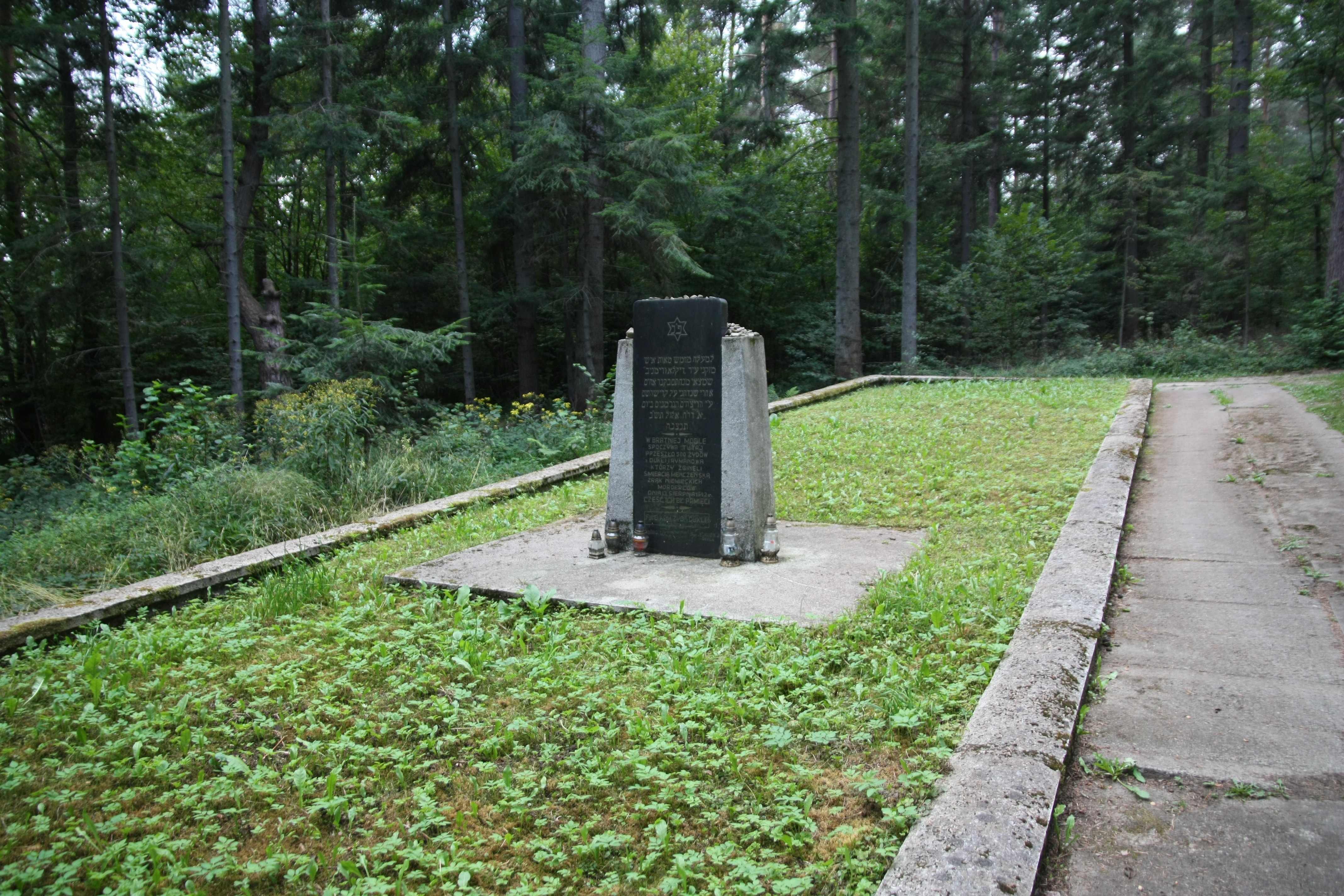
Жидівська могила (замордовані на горі Блудній)